# Agrostis dalmatica
Agrostis dalmatica é uma espécie de gramínea do gênero Agrostis, pertencente à família Poaceae.